# Le Dictionnaire politique
Le Dictionnaire politique (Kamous Essiyassa) est une émission de télévision tunisienne diffusée sur la Télévision tunisienne 1 à 19 heures, entre les journaux de 18 et 20 heures.

## Sujet
L'émission donne un éclairage quotidien sur les différents concepts et partis politiques devant participer aux élections.

## Présentateurs
- Ihab Echaouche

## Diffusion
L'émission débute après la révolution tunisienne qui a permis l'exercice de la liberté d'expression et des débats politiques. Elle est diffusée à 19 heures, après le journal de 18 heures et avant celui de 20 heures.

## Invités
À chaque émission, le présentateur invite un homme politique, le président d'un parti ou un professeur.